# Throw Rag
Throw Rag is een Amerikaanse band. De band maakt deel uit van de Palm Desert Scene.

## Biografie
De band werd opgericht in 1993 door Sean (Doe) Wheeler. Door de jaren heeft de band meerdere albums en ep's uitgebracht onderverschillende uitgevers.
De band heeft Ep's opgenomen met band als Tenderloin, The Starvations, Supersuckers en The Riverboat Gamblers. Ook hebben Lemmy Kilmister (Motörhead), Jello Biafra (Dead Kennedys) en Keith Morris (Black Flag, the Circle Jerks en OFF!) meegespeeld op het album 13 Ft. And Rising.

## Discografie

### Albums
- 1999 - Tee Tot
- 2003 - Desert Shores
- 2004 - Ten Bad Studs
- 2005 - 13 Ft. And Rising
- 2008 - 2nd Place

### Ep's
- 1996 - Tenderloin/Throw Rag
- 1998 - The Beast In Me / Race With The Devil
- 1998 - The Starvations/Throw Rag Split
- 2001 - Bag Of Glue
- 2003 - Team Man & Stink Bug
- 2004 - A Tribute To The Big Boys
- - Chief Stinking Sour Blanket